# Närkes och Värmlands län

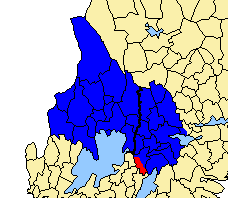
Närkes och Värmlands län 1654–1779. Blått var Närkes och Värmlands län. Rött är Tiveden som senare lades till Örebro län.

Närkes och Värmlands län var ett län i Sverige som existerade åren 1634–1639 och åter 1654–1779. Under den första perioden ingick även Dalsland samt Västmanlandsdelen av nuvarande Örebro län, med undantag av Fellingsbro härad. Under den andra tidsperioden ingick Närke, Värmland och de delar av Västmanland som alltjämt tillhör Örebro län.
Det delades 1779 upp i Örebro län och Värmlands län.

## Landshövdingar
| Årtal     | Namn                                                                             | Födelse & död.        |
| --------- | -------------------------------------------------------------------------------- | --------------------- |
| 1634–1639 | Gustav Eriksson Leijonhufvud                                                     | (f. 1597 – d. 1658)   |
| 1639–1654 | Lista över landshövdingar i Värmlands län Lista över landshövdingar i Örebro län |                       |
| 1654–1658 | Gustaf Soop                                                                      | (f. 1624 – d. 1679)   |
| 1658–1676 | Abraham Leijonhufvud                                                             | (f. 1627 – d. 1676)   |
| 1676–1677 | Jakob Fleming                                                                    | (f. 1640 – d. 1689)   |
| 1677–1680 | Mårten Reutercrantz                                                              | (f. c.1630 – d. 1680) |
| 1680–1681 | Claes Fleming                                                                    | (f. 1649 – d. 1685)   |
| 1681–1685 | Gustaf Lilliecrona                                                               | (f. 1623 – d. 1687)   |
| 1685–1693 | Didrik Wrangel af Adinal                                                         | (f. 1637 – d. 1706)   |
| 1693–1706 | Fromhold Fägerskiöld                                                             | (f. 16?? - d. 1706)   |
| 1707–1714 | Salomon Cronhielm af Hakunge                                                     | (f. 1666 – d. 1724)   |
| 1714–1719 | Claes Ekeblad d.ä.                                                               | (f. 1669 – d. 1737)   |
| 1719–1729 | Conrad Ribbing                                                                   | (f. 1671 – d. 1736)   |
| 1729–1739 | Eric Wrangel                                                                     | (f. 1686 – d. 1765)   |
| 1739–1756 | Nils Reuterholm                                                                  | (f. 1676 – d. 1756)   |
| 1756      | Johan Råfelt (tillträdde ej)                                                     | (f. 1702 – d. 1763)   |
| 1759–1766 | Adolf Mörner                                                                     | (f. 1705 – d. 1766)   |
| 1766–1779 | Johan Abraham Hamilton                                                           | (f. 1734 – d. 1795)   |